# Чаплинская, Гелена
Гелена (Елена, Мотрона) Чаплинская (пол. Helena Czaplińska, ? — 1651) — шляхтянка, вторая жена Даниэля Чаплинского и вторая жена Богдана Хмельницкого.

## Происхождение
Есть несколько версий о происхождении Гелены. По одной из версий она происходит из православного шляхетского рода с Брацлавщины и звалась Мотрона. Когда выходила замуж за Чаплинского перешла в католичество и приняла имя Гелена. По одной из версий, имя при католическом крещении было выбрано в честь Елены Прекрасной или даже было её домашним прозвищем в семье Хмельницких.
По другой версии, Гелена по происхождению польская шляхтичка, католичка, из рода Коморовских, герба Корчак. В некоторых польских источниках её называет «Гелена с Дикого поля». Когда выходила замуж за Хмельницкого, перешла в православие и приняла имя Мотрона.

## Биография
Сведения о жизни Гелены часто противоречивы. Все источники единодушны, в том, что Гелена была шляхетского происхождения, рано осиротела и была взята в семью Хмельницких в качестве няньки для детей Богдана Хмельницкого от его первой жены Анны Сомко (Сомкивны).
В народе Гелену прозвали «ляшкой», вероятно, потому что её отец происходил из Речи Посполитой. Оставшись сиротой, девушка нашла убежище в доме Хмельницких, где занималась хозяйством, помогая болевшей жене Богдана.
Историк Костомаров приводит сведения, что Гелена была кумой (крестной одного из детей) Богдана Хмельницкого. Если кумовство Хмельницкого и Гелены действительно имело место, то это обстоятельство говорит о том, что на момент крещения детей Хмельницкого Гелена была православной.
Весной 1647 года чигиринский подстароста Даниэль Чаплинский, враг Хмельницкого, произвел в отсутствие Хмельницкого наезд на его хутор Суботов, избил до полусмерти его сына, и увёз Гелену, с которой повенчался по католическому обряду. Согласно Летописи Грабянки, власти отклонили судебную жалобу Хмельницкого, а его самого Чаплинский поместил в тюрьму по подозрению в подготовке козацкого бунта. Только благодаря заступничеству Гелены Богдан был временно отпущен на волю и воспользовался этим для побега на Сечь. Такие же сведения про спасение Хмельницкого из заключения благодаря заступничеству Гелены Чаплинской содержатся в Летописи Самойла Величко. Автор приписывает Хмельницкому такие комплименты в её адрес:
И если бы не помогла своим участием и просьбой Чаплинская, эта рассудительная невинных людей жалобница — Есфирь, то не знаю, чтобы случилось от вражеского навета Чаплинского с моею головою потом?.
После смерти первой жены Богдана Хмельницкого он и Гелена жили необвенчанными. В первой половине 1649 года в Переяславе Гелена и Зиновий-Богдан Хмельницкий повенчались. Гелена стала второй женой гетмана Войска Запорожского. На брак дал специальное разрешение иерусалимский патриарх Паисий. Участие патриарха было необходимо по нескольким вероятным причинам: Гелена была католичкой, её первый муж Даниэль Чаплинский был жив и Гелена была обвенчана с ним по римскому католическому обряду. Неизвестно также получила ли Чаплинская развод. Кроме того, возможно, Гелена была кумой Хмельницкого.

### Версия Иосифа Ролле
Наиболее подробное описание исторического скандала оставил Иосиф Ролле, чей очерк под псевдонимом доктор Антоний опубликовал в 1894 году журнал «Киевская старина». Жена Хмельницкого болела и нуждалась в помощнице. По версии Ролле, Гелена сумела занять место и в сердце её мужа. «Но законная супруга была жива, — пишет Ролле, — приходилось ждать, и Богдан выжидал терпеливо, утешаясь надеждой на более или менее быструю развязку». Чаплинский был уже вдовцом, выдавшим замуж дочь, и сам не имел никаких препятствий к вступлению в законный брак и продлению своего рода ещё и по мужской линии. Перспектива ждать, пока умрет жена Богдана, не нравилась Гелене — она приняла предложение подстаросты. Разъяренный Хмельницкий вызвал соперника на поединок, но сам едва спасся от устроенной тем засады. Обратился к молодому Александру Конецпольскому — напрасно. Подал иск в суд — ему отказали. Богдан поехал в Варшаву. Вслед за ним поехал Чаплинский. Оба предстали перед сенаторами, как перед судьями. В списке обид уведенная девушка занимала значительное место. Её Хмельницкий даже называл своей женой. А Чаплинский это опровергал: «Он силой держал её у себя, потому-то она так поспешно и ушла от него, а поскольку пришлась мне по сердцу, то я женился на ней. Никто не принудит меня отказаться от неё, а хоть бы и так, то она сама не согласится и ни за что не вернется к Хмельницкому». Присутствующие сенаторы стали потешаться: «Стоит ли, пан сотник, жалеть о такой особе! Свет клином не сошелся! Поищи другую, а эта пусть остается при том, что ей так понравился».
Вернувшиеся из Варшавы соперники продолжали вражду. Чаплинский подговорил простого казака Романа Песту обвинить Хмельницкого в предательстве. В ответ Богдан жаловался коронному гетману Николаю Потоцкому: «Невесть откуда взялся разрушитель спокойной жизни моей, Чаплинский, литовский зайда, польский пьяница, злодей и грабитель украинский, подстароста Чигиринский, который, распоряжаясь восемь лет в Чигирине угодьями своего пана польского, коронного хорунжего, лживыми поклепами и доносами вконец сгубил многих наших братьев и присвоил их собственность; и, конечно же, не пан хорунжий коронный, а слуга его, брехун, предатель и пьяница Чаплинский владеет Чигиринщиной». Зять подстаросты публично обещал убить Хмельницкого, время от времени его арестовывали и выпускали под поручительство — ни до, ни после Чигирин не ведал подобного скандала. Иногда за Богдана вступалась сама Гелена, что он впоследствии с благодарностью отмечал в одном из писем: «Если бы не эта добродетельная и жалостливая к невинно страждущим Эсфирь, не миновать бы мне мщения жестокого тирана, её мужа».

Иосиф Ролле так обрисовывает все случившееся с Геленой: 
Где она пребывала во время кровавой борьбы, что случилось с её неудачником-мужем — трудно сказать. В мае 1648 года в Чигирине уже не было польского гарнизона, поскольку сюда отправили польских пленных. Сомнительно, чтобы Чаплинский в таких условиях и далее оставался при исполнении должности. По словам Величко, Хмельницкий после битвы при Желтых Водах послал к Чигирину 150 верных и опытных казаков и поручил им задержать Чаплинского. Поручение было выполнено, как положено, и через два дня подстароста предстал перед гетманом, который велел казнить его, а тело в знак презрения закопать далеко за обозом. Впрочем, если это было именно так, то как объяснить настойчивые требования гетмана к Речи Посполитой о выдаче ему того же Чаплинского, которые он выдвигал на протяжении всего последующего года? Не только письменно, но и лично просил Хмельницкий об этом Киселя как комиссара Речи Посполитой; конечно, Кисель отпирался бы, если бы Чаплинский уже был казнен. Между тем Хмельницкому важно было убрать с пути подстаросту хотя бы потому, что тот был женат на женщине, которую гетман взял себе в жены. Не подлежит сомнению, что Чаплинский сумел заблаговременно спрятаться; возможно, он наткнулся при этом на казачий отряд и погиб, а жена его попала в плен и в Чигирине ждала решения своей судьбы.

### Хмельниччина
После начала Хмельниччины Чаплинский оставил свою жену в 1648 году в Чигирине и Гелена вышла замуж за Хмельницкого. Гетман Хмельницкий обвенчался с Мотроной Чаплинской перед тем, как он вернулся из под Замостья, хотя слухи про этот второй брак гетмана распространялись даже до пилявецкой битвы. В Летописи Самовидца про брак гетмана упоминается следующим образом:
Где зоставши королём, обослал гетмана Хмелницкого писмом, напоминаючи, жеби юже панство не пустошил, що гетман Хмелницкій на писмо королевское вернулся на зиму на Україну до Чигирина и там жону собі понял куму Чаплинскую, маючую мужа живого.
 Повенчались они по православному обряду в том же году, а в феврале 1649 года получили официальное признание их брака в Киеве от иерусалимского патриарха Паисия. На радостях Хмельницкий подарил патриарху шестерых баских коней и тысячу золотых.
Хотя Хмельницкий искренне любил Гелену, его окружение, и прежде всего сыновья, хотели избавиться от неё. Среди старшины гетманшу называли «ляшкой» и подозревали в связях с бывшим мужем Чаплинским. В мае 1651 года известный своим вспыльчивым характером Тимош Хмельницкий, во время пребывания отца в походе, казнил ненавистную мачеху, повесив голой на воротах усадьбы. Вот что сообщал про это 14 июня 1651 года шляхтич Кшыцкий:
Говорят, Хмельницкий приказал жену свою повесить за то, что выявлено перехваченные письма Чаплинского к ней про то, чтобы она все ценности закопала в землю, а самого Хмельницкого отравила.
Летописец Величко также сообщает про повешенье Мотроны Тимошем и выделяет «самовольность» его действий.
Прямых доказательств про измену Гелены не существует. Возможно, обвинения были сфабрикованы старшинской оппозицией и лично Тимошем. Украинский историк Михаил Грушевский указывает, что Богдан Хмельницкий перед битвой под Берестечком получил известия от Тимоша про недостаток средств в казацкой казне и поручил ему расследование этого дела. В результате гетьманский сын доказал, что деньги украла его мачеха Мотрона и её тайный любовник, казначей. 20 мая 1651 года Богдану пришло известие, что Тимош казнил их обоих через повешенье.
Эпизод супружеской измены Гелены, как и сама её личность, остаются предметом многих научных и публицистических спекуляций.